# 猪苗代盛胤
猪苗代 盛胤（いなわしろ もりたね）は、安土桃山時代から江戸時代前期にかけての武将。蘆名氏の家臣。猪苗代氏13代当主（『伊達世臣家譜』）、あるいは14代当主（『耶麻郡誌』）。
官位は、長門守（『伊達世臣家譜』）、あるいは式部（葦名時代名家系譜抄録）。

## 生涯
永禄8年（1565年）、陸奥国猪苗代城城主・猪苗代盛国の子として誕生。
蘆名氏に仕え、天正13年（1585年）、父・盛国から家督と猪苗代城を譲られたが、後に盛国が後妻との子・宗国を溺愛するあまり盛胤の廃嫡を画策、これにより居城を奪われた。天正17年（1589年）、摺上原の戦いで父は伊達政宗に与したが、盛胤は蘆名方にとどまり先鋒として父の手勢などの伊達軍と戦い、負傷した。
蘆名氏が滅びると、仕官することなく、内野（）村（現・猪苗代町内野）で終生過ごした。
寛永18年（1641年）11月20日、死去。77歳。同地に墓がある。
また、同町五輪原の国立磐梯青少年交流の家敷地内に盛胤を偲んで造られた五輪塔がある。

## 子ども・子孫
盛胤の子・作右衛門盛親は、磐城平藩藩主・鳥居忠政に仕え、中野村を領して中野氏を称した。
盛親の曽孫・盛信の子・理八郎義都は、会津藩に仕えた。